# ゴヴォーネ
ゴヴォーネ（伊: Govone）は、イタリア共和国ピエモンテ州クーネオ県にある基礎自治体（コムーネ）。

## 地理

### 位置・広がり

#### 隣接コムーネ
隣接するコムーネは以下の通り。括弧内のATはアスティ県所属を示す。
- カスタニョーレ・デッレ・ランツェ (AT)
- コスティリオーレ・ダスティ (AT)
- マリアーノ・アルフィエーリ
- プリオッカ
- サン・ダミアーノ・ダスティ (AT)
- サン・マルティーノ・アルフィエーリ (AT)

#### 地震分類
イタリアの地震リスク階級 (it) では、4 
に分類される。

## 行政

### 分離集落
ゴヴォーネには、以下の分離集落（フラツィオーネ）がある。
- Canove, Craviano, Montaldo, San Pietro, Trinità